# Falcatifolium papuanum
Falcatifolium papuanum ist ein mittelgroßer Nadelbaum aus der Gattung Falcatifolium in der Familie der Steineibengewächse (Podocarpaceae). Das natürliche Verbreitungsgebiet der Art liegt in Papua-Neuguinea. Die Art ist dort in Bergregenwäldern verbreitet, teilweise häufig und wird in der Roten Liste der IUCN als nicht gefährdet geführt. Das Holz wird zusammen mit dem anderer Steineibengewächse genutzt.

## Beschreibung

### Erscheinungsbild
Falcatifolium papuanum wächst als immergrüner, bis zu 22 Meter hoher Baum mit einem aufrechten, durchgehenden Stamm, der Durchmesser von bis zu 40 Zentimetern und mehr (Brusthöhendurchmesser) erreicht. Die Stammborke ist dunkelbraun, unter Witterungseinfluss grau, glatt und bei älteren Bäumen im unteren Bereich des Stammes zerrissen und schuppig. Die innere Rinde ist leicht faserig und rotbraun. Die Baumkrone von im Wald wachsenden Bäumen ist mehr oder weniger konisch.

### Blätter
Es werden zwei Arten von Blättern gebildet: Schuppenblätter und nadelförmige Laubblätter. Die Schuppenblätter wachsen an Haupttrieben und an der Basis seitlicher Triebe mehr oder weniger angedrückt, sind pfriemförmig bis schmal lanzettlich, 2 bis 5 Millimeter lang und 1 bis 2 Millimeter breit. Sie entwickeln sich manchmal zu kleinen Laubblättern weiter.
Die Laubblätter an Sämlingen sind linealisch und stehen breitwinkelig von den Zweigen ab. Sie sind gestielt, 10 bis 15 Millimeter lang und etwa 1 Millimeter breit. Die Blätter etwas älterer bäume sind nur leicht größer als die Blätter an ausgewachsenen Bäumen. Die Blätter sind beim Austrieb blass weißlich grün, blass gelblich grün oder glauk und werden später oberseits grün und unterseits glauk. Im Schatten wachsende Blätter ausgewachsener Bäume sind an der Basis sichelförmig gebogen und danach mehr oder weniger gerade, 10 bis 22 Millimeter lang und 2 bis 4 Millimeter breit, mehr oder weniger gestielt und laufen am Ende das Blattes langsam zur zugespitzten und stechenden Spitze hin zusammen. Die Blätter sind mehr oder weniger ledrig, die Mittelrippe ist nicht oder nur leicht erhöht. Der Sonne ausgesetzte Blätter älterer Bäume sind kleiner, nur 8 bis 13 Millimeter lang und 1,5 bis 2 Millimeter breit und manchmal stärker gebogen als Schattenblätter. Auf beiden Seiten der Blätter werden zahlreiche linienartige, unterbrochene Spaltöffnungsstreifen gebildet, die von der Blattbasis bis zur Spitze reichen.

### Zapfen und Samen
Die Pollenzapfen wachsen einzeln an achselständigen oder manchmal endständigen, schuppigen Stielen. Sie sind 0,5 bis 1,3 Zentimeter lang und 2 bis 2,5 Millimeter breit. Die Mikrosporophylle haben zwei rötliche Pollensäcke und darüber eine zugespitzte Spitze.
Die Samenzapfen wachsen einzeln an achselständigen Stielen mit zugespitzten Schuppenblättern. Das Podocarpium ist 7 bis 10 Millimeter lang, es schwillt an und ist im ausgereiften Zustand hellrot und sukkulent. Je Zapfen reift nur ein eiförmiger, schief wachsender, leicht abgeflachter, 5 bis 6 Millimeter langer, und bei Reife hell- oder dunkelbrauner Same, der seitlich zwei Grate aufweist.

## Verbreitung und Ökologie
Die Art ist in Papua-Neuguinea endemisch, Vorkommen im Westen von Neuguinea sind nicht bekannt. Falcatifolium papuanum wächst in Höhen ab 1500 meist von 1800 bis 2400 Metern. Das Verbreitungsgebiet kann wahrscheinlich der Winterhärtezone 9 zugerechnet werden mit mittleren jährlichen Minimaltemperaturen von -6,6 bis -1,2 Grad Celsius (20 bis 30 Grad Fahrenheit). Sie wächst häufig in montanen Regenwäldern, die von Vertretern der Gattungen Lithocarpus und der Scheinbuchen (Nothofagus), der Familie der Myrtengewächse (Myrtaceae), Cunoniaceae und der Steineibengewächse (Podocarpaceae) dominiert werden. Nahe der Gipfelregion können die Bäume bis zum Kronendach der Wälder reichen, in tieferliegenden Wäldern auf feuchten Untergrund bleibt die Art unter dem Kronendach und bleibt unter einer Wuchshöhe von 15 Metern. An exponierten Stellen auf Berggipfeln kann die Art auch zwergwüchsig vorkommen.

## Gefährdung und Schutz
Falcatifolium papuanum wurde im Jahr 2011 von der IUCN in der Roten Liste als nicht gefährdet („Least Concern“) eingestuft. Das Verbreitungsgebiet ist zu groß um daraus eine Gefährdung ableiten zu können und es gibt bekannte Bestände auf etwa 1000 Quadratkilometern und wahrscheinlich weitere noch unbekannte. Obwohl in der Morobe Province Bäume gefällt werden, ist sie dort recht häufig, in anderen Gebieten kann sie inzwischen selten geworden sein. Im McAdam-Nationalpark gibt es Bestände in einem geschützten Gebiet.

## Systematik und Etymologie
Falcatifolium papuanum ist eine Art aus der Gattung Falcatifolium, die zur Familie der Steineibengewächse (Podocarpaceae) gezählt wird. Sie wurde 1969 von David John de Laubenfels im Journal of the Arnold Arboretum erstbeschrieben. Ein Synonym der Art ist Dacrydium papuanum (de Laub.) Whitmore. James E. Eckenwalder ordnet auch das einzelne Exemplar, das Falcatifolium sleumeri zugerechnet wird, zur Art Falcatifolium papuanum. Unter diesem Gesichtspunkt wäre dann auch Falcatifolium sleumeri de Laub. & Silba nur ein Synonym der Art.
Der Gattungsname Falcatifolium leitet sich von lateinisch falcis, „Sichel“ und folia, „Blatt“ ab, und verweist damit auf die sichelartig gebogenen Blätter. Das Artepitheton papuanum verweist auf das Verbreitungsgebiet in Papua-Neuguinea.

## Verwendung
Das Holz von Falcatifolium papuanum hat eine hohe Qualität und wird zusammen mit dem von Vertretern der Gattungen Dacrycarpus, Dacrydium und Phyllocladus genutzt und gehandelt. Da die Art vergleichsweise selten ist, wird ihr Anteil daran jedoch eher gering sein. Falcatifolium papuanum wird außerhalb einiger Glashäuser und botanischer Gärten nicht kultiviert.